# Рапа (язык)
Язык рапа (реже - рапаитя́нский, рапа́нский; рап. Reo Rapa) - это язык жителей о́строва Рапа-Ити, входящего в группу островов Басс во Французской Полинезии.

### Генеалогическая информация
Вместе с языком тубуаи составляют рапанскую подгруппу восточно-полинезийских языков. 
Язык рапа не следует путать с рапануйский языком (язык жителей острова Пасхи), несмотря на принадлежность обоих языков к одной подгруппе ядерно-полинезийских языков, язык рапа не является его разновидностью.
В данный момент рапаитянский язык разделён на три варианта, использующихся разными возрастными группами в разных сферах общения - старорапаитянский (Old Rapa, исконный язык, почти исчез из употребления), собственно рапаитянский язык (Reo Rapa, контактная разновидность языка, возникшая, предположительно, в середине 19 века на фоне доминирующего влияния таитянского языка в регионе) и новорапаитянский (New Rapa, вариант языка, использующийся молодым поколением на фоне усилий по ревитализации старорапаитянского языка).

### Ареальная информация
Рапаитянский язык распространён только на острове Рапа-Ити, где он используется как язык повседневного общения наряду с таитянским и французским. Большинство носителей рапа живут в двух деревнях, расположенных на противоположных сторонах залива Ахуреи - Ареа и одноимённой с заливом деревне Ахуреи, в которой живёт более половины жителей острова. Большое количество рапа живёт на Таити, однако данные по использованию ими рапаитянского языка там отсутствуют, так как даже на Рапа-Ити все жители способны почти в равной степени общаться на рапаитянском, французском и таитянском.

### Социолингвистическая информация (количество носителей, статус, языковая ситуация)
В 2012 году количество жителей на острове Рапа-Ити приблизительно оценивалось как "менее 500 человек". Более ранняя официальная статистика (перепись 2007 года), сообщает о 300 носителях языка рапа.
На острове наблюдается следующая языковая ситуация:
| Язык              | Определение | Кто использует                                                                    |
| ----------------- | --- | --------------------------------------------------------------------------------- |
| старорапаитянский | исконный язык этнического населения Рапа-Ити                                                                                             | часть представителей старшего поколения, очень мало людей среднего возраста       |
| рапаитянский      | контактная разновидность языка, основанная на старорапаитянском и таитянском (доминирующим языком-источником является таитянский)        | всё население острова                                                             |
| новорапаитянский  | разновидность рапаитянского языка, которая делает таитянские элементы более похожими на исконное звучание языка рапа (старорапаитянский) | люди среднего возраста и молодое поколение                                        |
| таитянский        | | люди среднего возраста, а также старшее поколение в определённых сферах           |
| французский       | | всё население острова, за исключением некоторых представителей старшего поколения |

## Типологические характеристики
По типологическим характеристикам язык рапа очень схож с другими восточно-полинезийскими языками, такими как тубуаи, рапануйский, маори и гавайский. 

### Степень свободы выражения грамматических значений
В рапаитянском языке преобладает аналитизм - граммемы выражаются при помощи отдельных слов.
- E naku mai te 'āikete anana'i.

- IPFV come DIR INDEF teacher tomorrow

- Учитель приезжает завтра.

_________________________________
- E tunu na ou i te mīkaka tonga te pōpongi.

- IPFV cook DEIC 1S ACC INDEF taro all INDEF morning
- Я готовлю таро каждое утро.

### Характер границы между морфемами
Как и в других восточно-полинезийских языках, в языке рапа в целом наблюдается тенденция к изоляции - каждое слово выражает одно лексическое или одно грамматическое значение.
- Ka tākave tō tangata i te mango.

- PFV kill DEF man ACC INDEF shark

- Мужчина убил акулу.

Однако, например, посессивные показатели a и o вносят ряд исключений в эту тенденцию. В частности, в ряде случаев посессивные конструкции образуются при помощи особого фузионного сочетания артикля (tō / te), посессивного показателя (a / o) и местоимения.
- E kōta'e tā-ku inu.

- IPFV water INDEF.PossA-1S drink

- Мой напиток - вода.

_________________________________
- Ti ko nei tō-ku no'o-'anga.

- LOC place DEIC INDEF.PossO-1S stay-NMLZ

- Это место - мой дом (= где я живу / обитаю).

Также, исключение составляют некоторые агглютинативные словообразования, например, использование аффикса -'ia для образования пассивной конструкции.
- Ka kai-'ia tō pōpoi.

- PFV eat-PASS DEF pōpoi

- Этот плод хлебного дерева был съеден.

### Локус маркирования
Рапаитянский язык демонстрирует зависимостное маркирование в посессивной именной группе и предикации.

#### Посессивная именная группа
В посессивной именной группе наблюдается зависимостное маркирование – во всех типах посессивных предложений поссесор маркируется аналитическим посессивным показателем a или o, в зависимости от отношения в котором состоят обладатель и обладаемое. В ряде случаев посессивный показатель может, например, входить в фузионное образование с артиклем te, показателем генитива или личным местоимением.
| неопределенный артикль te | посессивный маркер а/о | притяжательное местоимение (посессор) | существительное (обладаемое) |
| ------------------------- | ---------------------- | ------------------------------------- | ---------------------------- |

- Tō koutou karakua.

- INDEF.PossO 2Pl parent

- Твои родители.

| артикль | существительное (обладаемое) | посессивный маркер а/о | артикль | существительное (посессор) |
| ------- | ---------------------------- | ---------------------- | ------- | -------------------------- |

- Te 'anga o te pē'ā.

- INDEF work PossO INDEF woman

- Работа женщины.

#### Предикация
В предикации в рапа также наблюдается зависимостное маркирование – подлежащее при переходном глаголе маркируется нулевым окончанием, а прямое дополнение – аналитическим показателем винительного падежа i.
| TAM (показатель времени, аспекта и наклонения) | глагол | (указательная частица) | (дейктический показатель) |
| ---------------------------------------------- | ------ | ---------------------- | ------------------------- |

- E kai na ou i kota'i kororio eika.

- IPFV eat DEIC 1S ACC one small fish

- Я ем маленькую рыбу.

Исключением являются подлежащие, состоящие из имени собственного в непереходной глагольной конструкции - такие подлежащие маркируются частицей 'o:
- E naku na 'o Timi.

- IPFV come DEIC NOM Timi

- Тими идёт.

### Тип ролевой кодировки
Рапаитянский язык демонстрирует аккузативно-номинативный тип ролевой кодировки.
Агентивная клауза с одноместным глаголом
- Ka ngurunguru te kurī.
- PFV growl INDEFdog
- Собака зарычала.

Пациентивная клауза с одноместным глаголом
- Ka komo tō tama'ine.
- PFV sleep DEF girl
- Девочка уснула.

Клауза с двухместным глаголом
- Ka kati te mango i tō tamariki.
- PFV bite DEF shark ACC DEF child
- Акула укусила ребёнка.

### Базовый порядок слов
Как и в большинстве полинезийских языков, в рапаитянском языке преобладает базовый порядок слов VSO.
- E tuki rātou i te mīkaka ki te karā.

- IPFV crush 3Pl ACC INDEF taro PREP INDEF stone

- Они давят плоды таро камнями.

## Фонетика
В рапаитянском языке присутствуют 5 гласных (существуют в коротком и долгом вариантах) и 9 согласных звуков.
| Ряд      | Подъём  | Подъём          | Подъём  | Подъём        | Подъём |
| Ряд      | Верхние | Верхняя-средние | Средние | Средне-Нижние | Нижние |
| -------- | ------- | --------------- | ------- | ------------- | ------ |
| Передние | i       | e               |         |               |        |
| Средние  |         |                 |         |               |        |
| Задние   | u       | o               |         |               | ɑ      |

| Способ образования | Место образования | Место образования | Место образования      | Место образования | Место образования | Место образования |
| Способ образования | Билабиальные      | Лабио-дентальные  | Дентально-альвеолярные | Альвеолярные      | Велярные          | Глоттальные       |
| ------------------ | ----------------- | ----------------- | ---------------------- | ----------------- | ----------------- | ----------------- |
| Взрывные           | p                 |                   | t                      |                   | k                 | ʔ                 |
| Носовые            | m                 |                   |                        | n                 | ŋ                 |                   |
| Фрикативные        |                   | v                 |                        |                   |                   |                   |
| Одноударные        |                   |                   |                        | ɾ                 |                   |                   |

## Языковые особенности
Как и другие восточно-полинезийские языки, рапаитянский язык различает двойственное число, а также инклюзивные и эксклюзивные формы местоимений множественного и двойственного числа.
|                       | Единственное | Двойственное | Множественное |
| --------------------- | ------------ | ------------ | ------------- |
| 1 лицо (инклюзивное)  | ou           | māua         | mātou         |
| 1 лицо (эксклюзивное) |              | tāua         | tātou         |
| 2 лицо                | koe          | kōrua        | koutou        |
| 3 лицо                | 'ōna, koia   | rāua         | rātou         |

Одной из наиболее ярких языковых черт в рапаитянском языке является специфика использования посессивных частиц a и о. Эта черта также типична для восточно-полинезийских языков. Существует несколько теорий о том, по какому принципу используется одна или другая частицы. Одна из наиболее известных теорий, так называемая   "теория начального контроля" – предполагает, что выбор частицы обусловлен, главным образом, способом вступления в посессивные отношения поссесором. О-категория подразумевает, что эти отношения начались без соответствующего волеизъявления поссесора (например, обладание частями тела, наличие членов семьи), в то время как А-категория обозначает отношения, в которые поссесор вступил добровольно, приложив к этому усилия. 
Следует упомянуть, что и теория начального контроля включает ряд исключений, которые как подтверждаются, так и опровергаются различными восточно-полинезийскими языками – основания для принадлежности к той или иной категории всё ещё являются объектом изучения специалистов по данному региону.
В дополнение к «теории начального контроля» исследователи приводят предположение о том, что употребление той или иной частицы закреплено традицией употребления и связано с соотношением маны (жизненной силы) у обладающего и обладаемого.  Как правило, в ситуации употребления частицы a, у посессора больше "маны", чем у обладаемого, в то время как частица o указывает на равенство это силы или преобладания её у обладаемого.
Ниже приводится список некоторых существительных которые традиционно используются с одним или другим посессивным маркером:
| С частицей "о"   | С частицей "а"                                                            |
| ---------------- | ------------------------------------------------------------------------- |
| дом              | земля                                                                     |
| каноэ            | дети                                                                      |
| лодка            | супруг                                                                    |
| родители         | еда                                                                       |
| брат             | животные                                                                  |
| сестра           | печь                                                                      |
| страна, остров   | внуки                                                                     |
| бог              | нерождённые дети                                                          |
| машина           | группа, к которой принадлежит говорящий (спортивная команда / ассоциация) |
| учитель          | походы, поездки                                                           |
| друг             | планы, проекты                                                            |
| болезнь          |                                                                           |
| счастье, улыбка  |                                                                           |
| город            |                                                                           |
| тело, части тела |                                                                           |
| дедушки, бабушки |                                                                           |
| язык             |                                                                           |
| жизнь            |                                                                           |

- Te tāviri a tō tangata.

- INDEF machine PossA DEF man/person
- Эта машина этого человека.

_________________________________
- Nō-koe tera kāmi'a.

- GenO-2S DEM canoe

- Это твоё каноэ.

## Список сокращений
- Gen - генетив
- INDEF - неопределённый артикль
- DEF - определённый артикль
- PossA - посессивный показатель класса А
- PossO - посессивный показатель класса О
- DEM - указательная частица
- ACC - аккузатив
- AGT - агентив
- PFT - частица со значением перфекта
- IPFV - частица со значением имперфекта
- LOC - локатив
- DIR - частица со значением направления
- DEIC - частица с дейтическим значением
- PASS - пассив
- 1S - первое лицо единственного числа
- 2S - второе лицо единственного числа
- 3Pl - третье лицо множественного числа
- NOM - номинатив

## Список использованной литературы
- Charpentier, Jean-Michel. Atlas Linguistique de Polynésie Française — Linguistic Atlas of French Polynesia :  [] / Jean-Michel Charpentier, Alexandre François. — Mouton de Gruyter & Université de la Polynésie Française, 2015. — ISBN 978-3-11-026035-9.
- Richards, Rhys. "The Earliest Foreign Visitors and Their Massive Depopulation of Rapa-iti from 1824 to 1830." Jso.revues.org. N.p., n.d. Web. <http://jso.revues.org/67?file=1>.
- Walworth, Mary (2015). The Language of Rapa Iti: Description of a Language in Change (Ph.D. thesis). University of Hawaii at Manoa. hdl:10125/51029.
- Walworth, Mary E. (2017). Reo Rapa: A Polynesian Contact Language. Journal of Language Contact. 10 (1): 98–141. doi:10.1163/19552629-01001006.

- Walworth, Mary (2017). Classifying old Rapa: Linguistic evidence for contact networks in Southeast Polynesia. Issues in Austronesian Historical Linguistics Special publication 1: 102–122. hdl:10524/52405.